# 高須駅
高須駅（たかすえき）は、広島県広島市西区庚午北三丁目にある広島電鉄宮島線の駅である。駅番号はM20。

## 歴史
高須駅は宮島線が1922年（大正11年）に営業を開始した際に開設された。開業当時の路線は己斐町から草津町までの2.8キロメートルあまりで、当駅は古江駅とともに中間駅として設けられた。

### 年表
- 1922年（大正11年）8月22日：宮島線の己斐町 - 草津町間の開通と同時に開業[3][4]。

## 駅構造

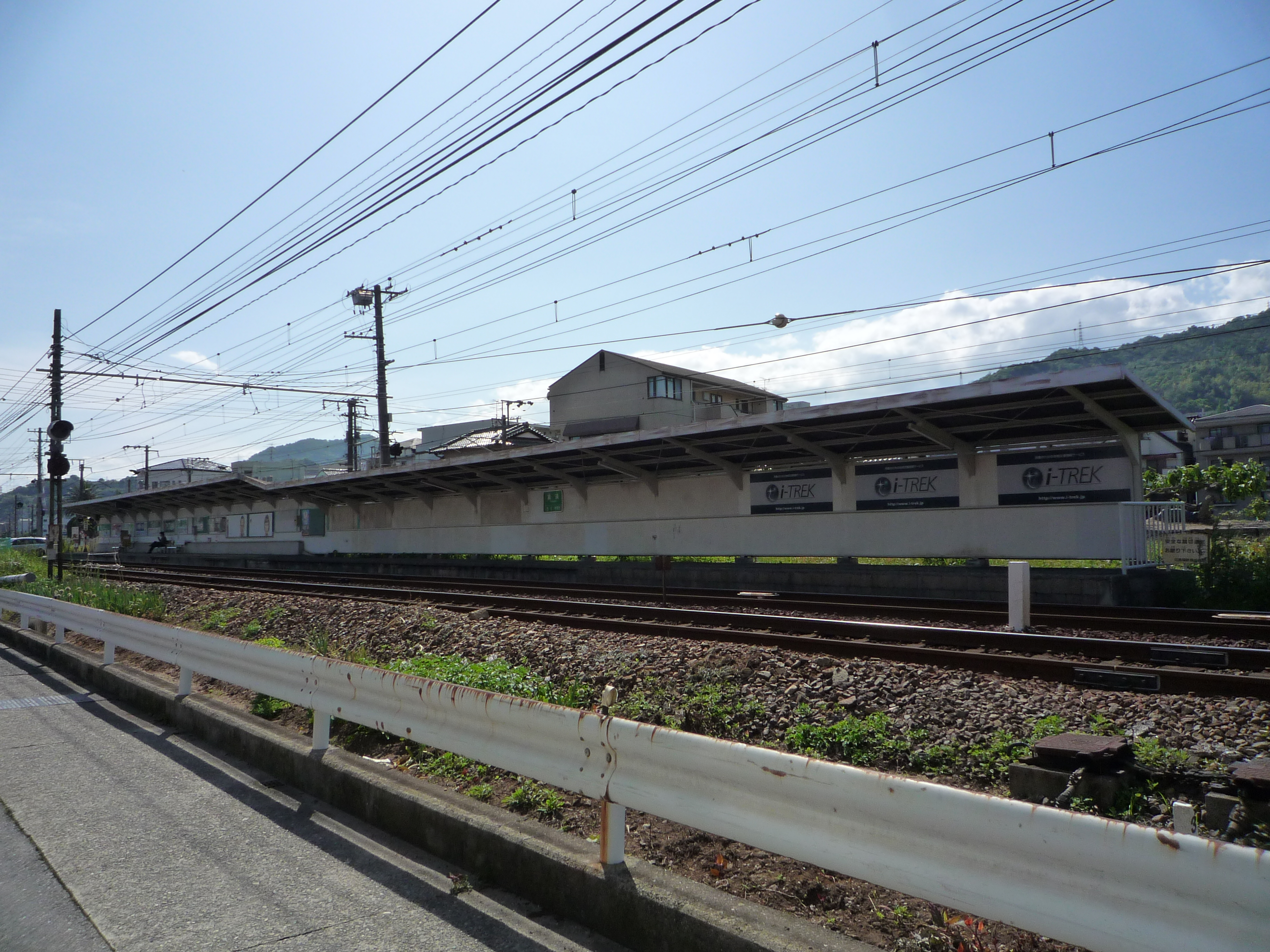
広電西広島方面ホーム

2面2線の地上駅。互いのホーム位置は斜向かいにずれている。路線の起点から見て手前に広電西広島（己斐）駅方面へ向かう上りホームが、奥に広電宮島口駅方面へ向かう下りホームがある。両ホームの間には道路が通り、踏切が設けられている。

## 利用状況
以下の情報は、広島市統計書に基づいたデータである。1日平均乗車人員データは、年度毎の乗車総数を365（閏年は366）で割った値を小数点2位を丸めて小数点1位の値にした物である。広島電鉄のデータは1,000で丸めて提供されているので、1年毎ではプラスマイナス500の誤差があり、1日当たりでは1.4人程度の誤差が発生する。
| 年度               | 1日平均 乗車人員 | 1年毎 乗車総数 | 1年毎 定期 | 1年毎 定期外 | 出典        |
| ------------------ | ---------------- | -------------- | ---------- | ------------ | ----------- |
| 1998年（平成10年） | 1,591.8          | 581,000        | 127,000    | 454,000      | [ 統計 1 ]  |
| 1999年（平成11年） | 1,486.3          | 544,000        | 120,000    | 424,000      | [ 統計 1 ]  |
| 2000年（平成12年） | 1,471.2          | 537,000        | 118,000    | 419,000      | [ 統計 1 ]  |
| 2001年（平成13年） | 1,443.8          | 527,000        | 121,000    | 406,000      | [ 統計 2 ]  |
| 2002年（平成14年） | 1,427.4          | 521,000        | 110,000    | 411,000      | [ 統計 3 ]  |
| 2003年（平成15年） | 1,469.9          | 538,000        | 118,000    | 420,000      | [ 統計 4 ]  |
| 2004年（平成16年） | 1,342.5          | 490,000        | 118,000    | 372,000      | [ 統計 5 ]  |
| 2005年（平成17年） | 1,413.7          | 516,000        | 118,000    | 398,000      | [ 統計 6 ]  |
| 2006年（平成18年） | 1,413.7          | 516,000        | 117,000    | 399,000      | [ 統計 7 ]  |
| 2007年（平成19年） | 1,426.4          | 522,000        | 123,000    | 399,000      | [ 統計 8 ]  |
| 2008年（平成20年） | 1,463.9          | 534,000        | 126,000    | 408,000      | [ 統計 9 ]  |
| 2009年（平成21年） | 1,427.4          | 521,000        | 128,000    | 393,000      | [ 統計 10 ] |
| 2010年（平成22年） | 1,460.3          | 533,000        | 124,000    | 409,000      | [ 統計 11 ] |
| 2011年（平成23年） | 1,480.9          | 542,000        | 124,000    | 418,000      | [ 統計 12 ] |
| 2012年（平成24年） | 1,504.1          | 549,000        | 128,000    | 421,000      | [ 統計 13 ] |
| 2013年（平成25年） | 1,531.5          | 559,000        | 132,000    | 427,000      | [ 統計 14 ] |
| 2014年（平成26年） | 1,567.1          | 572,000        | 140,000    | 432,000      | [ 統計 15 ] |
| 2015年（平成27年） | 1,596.3          | 584,000        | 143,000    | 442,000      | [ 統計 16 ] |
| 2016年（平成28年） | 1,690.4          | 617,000        | 147,000    | 470,000      | [ 統計 17 ] |
| 2017年（平成29年） | 1,649.3          | 602,000        | 152,000    | 450,000      | [ 統計 18 ] |
| 2018年（平成30年） | 1,536.9          | 561,000        | 148,000    | 413,000      | [ 統計 19 ] |
| 2019年（令和元年） | 1,510.9          | 553,000        | 151,000    | 402,000      | [ 統計 20 ] |
| 2020年（令和2年）  | 1,128.4          | 413,000        | 133,000    | 280,000      | [ 統計 21 ] |
| 2021年（令和3年）  | 1,107.8          | 408,000        | 133,000    | 275,000      | [ 統計 21 ] |

## 駅周辺
北を山陽本線が並走していて、当駅付近で特に近接している。
- 広島高須郵便局
- スパークニュー庚午店
- ユアーズ高須店

## 隣の駅
広島電鉄
■宮島線
東高須駅 (M19) - 高須駅 (M20) - 古江駅 (M21)

#### 本文
1. ↑  “路線・電停ガイド - 宮島線”.   広島電鉄. 2015年8月11日時点のオリジナルよりアーカイブ。2016年10月14日閲覧。
2. ↑  『広島電鉄開業100年・創立70年史』広島電鉄、2012年、67頁。
3. ↑  長船友則『広電が走る街 今昔』JTBパブリッシング〈JTBキャンブックス〉、2005年、150-157頁。ISBN 4-533-05986-4。
4. ↑  「地方鉄道運輸開始」『官報』1922年8月26日（国立国会図書館デジタル化資料）
5. 1 2 3 4  川島令三『山陽・山陰ライン 全線・全駅・全配線』 第7巻 広島エリア、講談社〈【図説】 日本の鉄道〉、2012年、15・86頁頁。ISBN 978-4-06-295157-9。
6. 1 2  川島令三『全国鉄道事情大研究』 中国篇 2、草思社、2009年、118頁。ISBN 978-4-7942-1711-0。

#### 利用状況
1. 1 2 3  『広島市統計書』平成13年版
2. ↑  『広島市統計書』平成14年版
3. ↑  『広島市統計書』平成15年版
4. ↑  『広島市統計書』平成16年版
5. ↑  『広島市統計書』平成17年版
6. ↑  『広島市統計書』平成18年版
7. ↑  『広島市統計書』平成19年版
8. ↑  『広島市統計書』平成20年版
9. ↑  『広島市統計書』平成21年版
10. ↑  『広島市統計書』平成22年版
11. ↑  『広島市統計書』平成23年版
12. ↑  『広島市統計書』平成24年版
13. ↑  『広島市統計書』平成25年版
14. ↑  『広島市統計書』平成26年版
15. ↑  『広島市統計書』平成27年版
16. ↑  『広島市統計書』平成28年版
17. ↑  『広島市統計書』平成29年版
18. ↑  『広島市統計書』平成30年版
19. ↑  『広島市統計書』令和元年版
20. ↑  『広島市統計書』令和2年版
21. 1 2  『広島市統計書』令和5年版